# Saint-Laurent-de-Mure
Saint-Laurent-de-Mure é uma comuna francesa na região administrativa de Auvérnia-Ródano-Alpes, no departamento de Ródano. Estende-se por uma área de 18,63 km². Em 2010 a comuna tinha 5 483 habitantes (densidade: 294,3 hab./km²).